# 紹斯波特 (印地安納州)
紹斯波特（英語：Southport）是一個位於美國印地安納州馬里昂縣的城市。

## 人口
根據2010年美國人口普查的數據，紹斯波特的面積為1.63平方千米，當中陸地面積為1.63平方千米，而水域面積為0.00平方千米。當地共有人口46220人，而人口密度為每平方千米28,355.83人。